# Inmunidad limitada
En el derecho anglosajón, la defensa de inmunidad limitada (defence of qualified privilege) (para la inmunidad ilimatada véase absolute privilege) permite que una persona en una posición de autoridad o de confianza haga declaraciones, informe o transmita declaraciones que se considerarían calumnias y difamaciones si las hiciera cualquier otra persona. En Nueva Zelanda y Ontario, por ejemplo, los casos de difamación política se inhiben al permitir la discusión abierta de una acusación o rumor, si se lleva a cabo de manera responsable y con el debido cuidado de la privacidad de la persona cuya reputación se vería afectada. Este privilegio generalmente no se extiende a la repetición de declaraciones desacreditadas, malicia o comentarios hechos fuera de proceso o fuera de orden en la organización o institución en la que se ocupa el cargo de autoridad.

La defensa cobró mucha importancia en el Reino Unido, especialmente después de un caso de denuncias realizadas por el Sunday Times contra el Taoiseach (presidente) irlandés  Albert Reynolds. Durante ese caso, el juez delineó una prueba de diez puntos de 'periodismo responsable'. Si los reporteros y editores siguieran estos puntos, dijo el juez, disfrutarían de cierto grado de protección contra acciones por difamación, incluso si no pudieran probar alegaciones fácticas. Este tipo de defensa fue abolido en Inglaterra y Gales por la Ley de Difamación de 2013, que la reemplazó con las defensas legales de publicación sobre un asunto de interés público y declaraciones revisadas por pares en una revista científica o académica.

Para pedir esta defensa, se requiere que un informe bien sea de una reunión pública o de una conferencia de prensa que sea:
- justo
- preciso
- publicado sin malicia
- sujeto al derecho de réplica en la forma de una carta que dé explicación o contradicción.

No necesita ser contemporáneo (dependiendo de la publicación), donde tiene que ser por privilegio absoluto.